# Jingtailu (köpinghuvudort i Kina, Jiangsu Sheng, lat 32,50, long 119,97)
Jingtailu (kinesiska: 京泰路, 京泰路街道) är en köpinghuvudort i Kina. Den ligger i provinsen Jiangsu, i den östra delen av landet, omkring 120 kilometer nordost om provinshuvudstaden Nanjing. Antalet invånare är 61 130. Befolkningen består av 31 606 kvinnor och 29 524 män. Barn under 15 år utgör 11,0 %, vuxna 15-64 år 79 %, och äldre över 65 år 9,0 %.
Runt Jingtailu är det tätbefolkat, med 819 invånare per kvadratkilometer. Närmaste större samhälle är Taizhou, 6,2 km väster om Jingtailu. Trakten runt Jingtailu består till största delen av jordbruksmark.
Genomsnittlig årsnederbörd är 1 307 millimeter. Den regnigaste månaden är juli, med i genomsnitt 264 mm nederbörd, och den torraste är januari, med 34 mm nederbörd.